# Polje (Dobrinj)
Polje (olaszul: Poglie) falu Horvátországban Tengermellék-Hegyvidék megyében. Közigazgatásilag Dobrinjhoz tartozik.

## Fekvése
Krk keleti részén, községközpontjától 4 km-re keletre a Dobrinjt Šiloval összekötő út mellett fekszik.

## Története
A település keletkezésének ideje nem ismert, régi templomát a 17. században említik először. A 15. századtól a 18. század végéig a Velencei Köztársasághoz tartozott. A napóleoni háborúk után a sziget többi részével együtt osztrák kézen volt, majd 1867-től 1918-ig az Osztrák-Magyar Monarchia része lett. Alapiskoláját 1885-ben alapították. 1857-ben 383, 1910-ben 505 lakosa volt. Az Osztrák–Magyar Monarchia bukását rövid olasz uralom követte, majd a település a Szerb–Horvát–Szlovén Királyság része lett. A második világháború idején előbb olasz, majd német csapatok szállták meg. A háborút követően újra Jugoszlávia, majd az önálló horvát állam része lett. 2011-ben 290 lakosa volt, akik főként mezőgazdaságból éltek.

## Nevezetességei
A Kisboldogasszony tiszteletére szentelt temploma 1879-ben épült a régebbi templom helyén. A templom mellé 1909-ben építették a harangtornyot.

## Lakosság
| Lakosság változása | Lakosság változása | Lakosság változása | Lakosság változása | Lakosság változása | Lakosság változása | Lakosság változása | Lakosság változása | Lakosság változása | Lakosság változása | Lakosság változása | Lakosság változása | Lakosság változása | Lakosság változása | Lakosság változása | Lakosság változása |
| ------------------ | ------------------ | ------------------ | ------------------ | ------------------ | ------------------ | ------------------ | ------------------ | ------------------ | ------------------ | ------------------ | ------------------ | ------------------ | ------------------ | ------------------ | ------------------ |
| 1857               | 1869               | 1880               | 1890               | 1900               | 1910               | 1921               | 1931               | 1948               | 1953               | 1961               | 1971               | 1981               | 1991               | 2001               | 2011               |
| 383                | 421                | 384                | 455                | 524                | 505                | 589                | 522                | 490                | 461                | 400                | 336                | 289                | 293                | 295                | 290                |